# Rio Tiétar
O rio Tiétar é um rio espanhol. É um dos principais afluentes do rio Tejo em Espanha; nasce na serra de Gredos, mais propriamente no lugar de "La Venta del Cojo" Santa María del Tiétar (província de Ávila) e tem um comprimento de 150 km.